# Luga
A Luga (orosz Луга) folyó Oroszországban, a Novgorodi terület Novgorodi és Batyeckiji járásában és a Leningrádi terület Lugai, Voloszovói, Szlanci és Kingiszeppi járásaiban. A Finn-öbölbe, azon belül is a Luga-öbölbe ömlik.
Decembertől általában április elejéig jég borítja.
Hossza 353 kilométer, vízgyűjtő területe 13 200 négyzetkilométer. Fő mellékfolyója az Oregyezs. A partján fekszik Luga és Kingiszepp városa, valamint Tolmacsovo városi jellegű település. A Luga torkolatánál van az uszty-lugai konténerterminál.
Forrása a Novgorodi terület északi részén egy lápvidéken, Velikij Novgorodtól több tucat kilométerre északnyugatra található. Innen déli irányba folyik, áthalad a Batyeckiji járáson és fokozatosan nyugatra fordul. Egy szakasza a Novgorodi és a Leningrádi területek határa. Északnyugat felé folyik tovább, majd Luga városában északra fordul, jobbról felveszi az Oregyezs vizét és keresztülfolyik Tolmacsovón. Itt megint északnyugat felé tart és eléri a Lugai járást. Szakaszai járáshatárok a Gatcsinai és a Voloszovói, a Szlanci és a Voloszovói, a Kingiszeppi és a Voloszovói között. Kingiszepp városában észak felé kanyarodik, majd északkelet felé.  
Vízgyűjtő területén található, a partjaihoz közel a Novgorodi területen a Sum-gora kurgán, illetve a Leningrádi területen a Msinszkoje-mocsár természetvédelmi terület az Oregyezs és a Jascsera folyó medencéjében.
Kingiszepptől lefelé a Luga hajózható, de nincs utasforgalom.

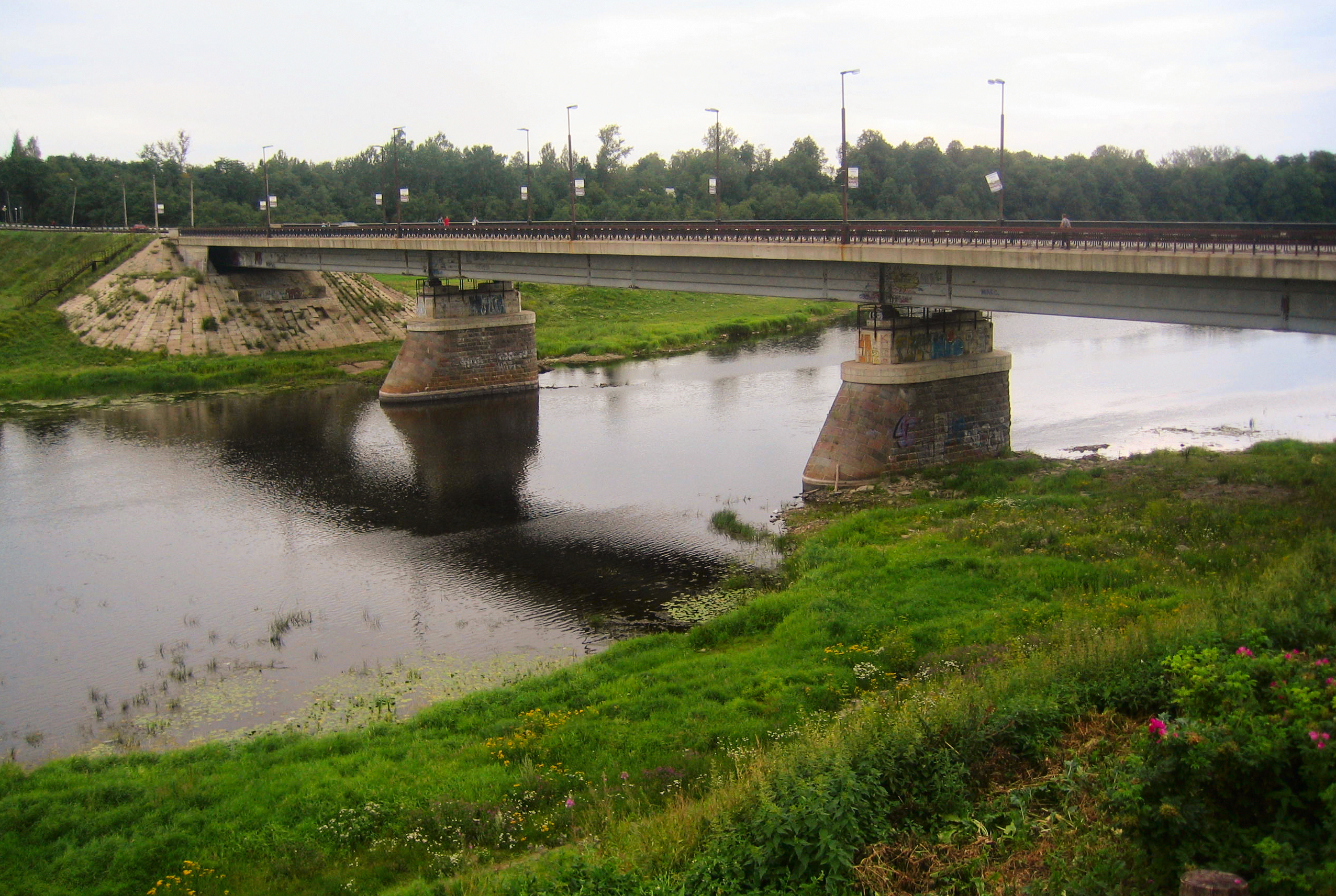
Híd a Lugán Kingiszeppben
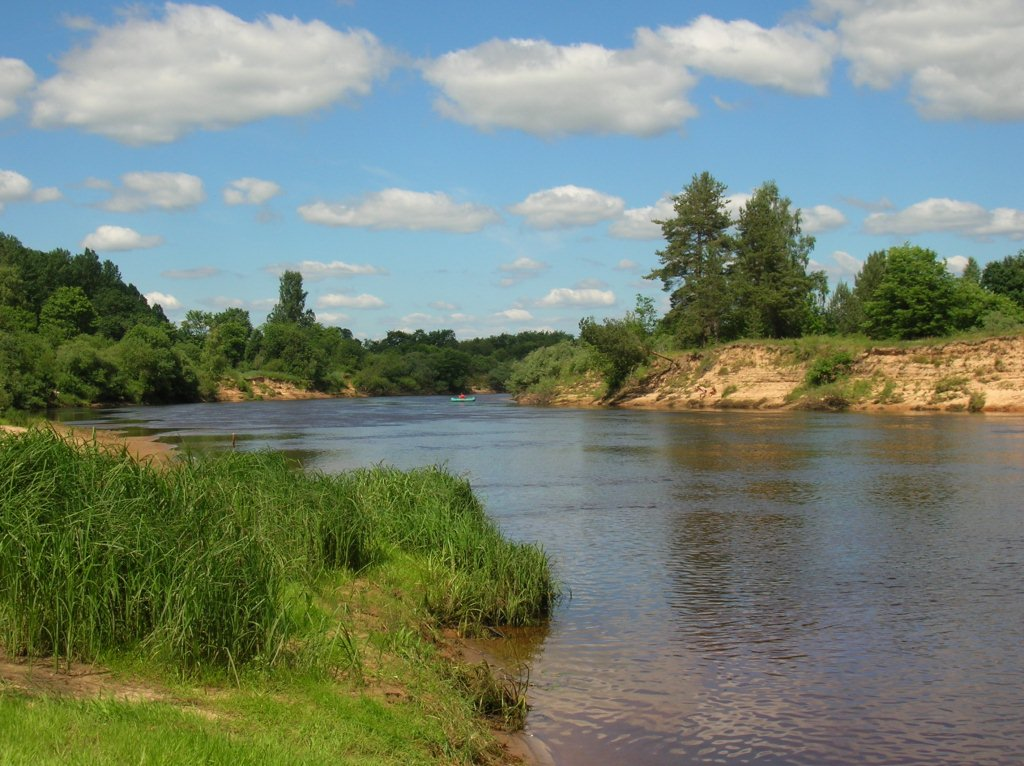
A Luga Zselezóban, Lugai járás
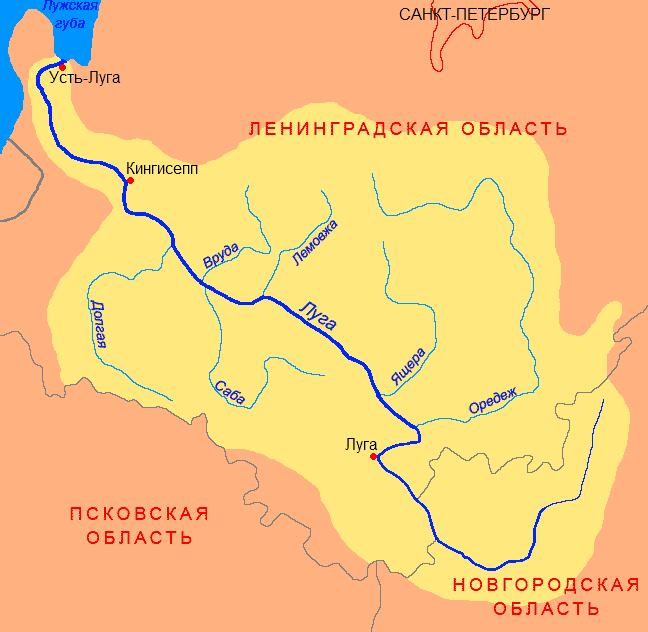
A Luga-medence térképe

## Fordítás
Ez a szócikk részben vagy egészben  a   Luga River című angol Wikipédia-szócikk ezen változatának fordításán alapul.  Az eredeti cikk szerkesztőit annak laptörténete sorolja fel. Ez a jelzés csupán a megfogalmazás eredetét és a szerzői jogokat jelzi, nem szolgál a cikkben szereplő információk forrásmegjelöléseként.